# Горо (Mortal Kombat)
Горо (англ. Goro) — персонаж із всесвіту Mortal Kombat, створеного Едом Буном і Джоном Тобіасом.

## Біографія
Принц Горо належить до раси, яка називається шокан, чотирируких істот, напівлюдей-напівдраконів. Протягом 500 років Горо був чемпіоном турніру «Смертельна битва», перш ніж в оригінальній грі його переміг майбутній чемпіон Лю Кан. На відміну від більшості персонажів у грі, які були оцифрованими моделями живих акторів, Горо представляв собою глиняну скульптуру, анімовану за допомогою технологій лялькової мультиплікації.
Напівлюдина дракон займав позицію захисника Шанг Цунга на першому турнірі. Горо забрав титул чемпіона Смертельною Битви у оригінального Кунг Лао, тільки потім, щоб він у нього був виграний дев'ять поколінь по тому нащадком Лао, Лю Кенг. Шукаючи помсти, принц Шокану повернувся із Зовнішнього світу, щоб знищити Лю Кенга в смертельній битві.

## Концепція та дизайн
За словами Джона Тобіаса, одного з творців серії Mortal Kombat, персонаж Горо з’явився в результаті обговорення з Едом Буном, другим співзасновником серії, ідеї про «великого, похмурого боса» для першої гри. Початкова концепція передбачала дворукого гуманоїда на ім’я Рокуро — представника «раси воїнів-демонів, званих рокурокубі (демони темряви)», яких помилково вважали дикими варварами. Участь цієї раси в турнірі мала на меті «відновлення честі та поваги до їхнього народу».
Ідея зробити персонажа чотирируким з’явилася після перегляду одного з фільмів про Синдбада . У 2011 році Тобіас згадував: «Спочатку Горо мав ім’я Гонгоро, але ми вирішили його скоротити. На моєму першому ескізі в нього було по три пальці й великий палець на кожній руці, але Курт Чіареллі запропонував логічніше рішення — залишити по два пальці та великий».
На відміну від більшості персонажів оригінальної Mortal Kombat, які були створені шляхом оцифрування акторів, Горо був повністю зроблений вручну. Курт Чіареллі виліпив глиняну скульптуру, яка згодом стала основою для 12-дюймового латексного макета. Після зйомки рухів актора, що імітував дії Горо, Тобіас анімовував макет покадрово, використовуючи техніку лялькової мультиплікації. За словами Еда Буна, глиняна модель, яку пізніше використовували під час зйомок першого фільму «Смертельна битва», настільки часто згиналася й деформувалася, що з часом просто розвалилася.

## Поява в інших медіа

### Телебачення
Горо з'являється в короткометражному анімаційному фільмі Смертельна битва: Подорож починається. У ньому розповідається про поєдинок Горо з його братом Дьюраком за яйце, зроблене з дорогоцінного каменю. Горо програв поєдинок і ледь не впав у прірву, встигнувши зачепитися за край обриву. Він попросив Дьюрака про допомогу і той підняв його. Але Горо зрадив свого брата і скинув його з обриву. За це він був призначений принцом підземного царства.

### Фільми
Горо з'являється в першому фільмі Смертельна битва. У ньому він є самим лояльним помічником Шанг Цунга, а також правлячим чемпіоном турніру Смертельна Битва, який приніс Шао Кану вже дев'ять перемог поспіль. У фільмі він єдиний з негативних персонажів, кому вдається перемогти одного з позитивних героїв, Арт Ліна.
Для створення Горо у фільмі використовувався костюм з вбудованою аніматроніку. Нижньої парою рук керував актор, головою і верхньою парою рук - техніки. Горо був озвучений в цьому фільмі Кевіном Майклом Річардсон. Деякі голосові ефекти Горо озвучив Френк Велкер.

### Комікси
Горо з'явився в першому офіційному коміксі від Midway, який служив прологом до першої гри серії. Також у нього було невелике камео в коміксі-приквелі до Mortal Kombat vs. DC Universe.